# Saint-Vivien (Charente Marittima)
Saint-Vivien è un comune francese di 1 040 abitanti situato nel dipartimento della Charente Marittima nella regione della Nuova Aquitania.

## Società

### Evoluzione demografica
Abitanti censiti